# Délvidéki poszméh
A délvidéki poszméh (Bombus argillaceus) a rovarok (Insecta) osztályának hártyásszárnyúak (Hymenoptera) rendjébe, ezen belül a fullánkosdarázs-alkatúak (Apocrita) alrendjébe és a méhfélék (Apidae) családjába tartozó faj.

## Elterjedése
Eredetileg a mediterrán területeken honos, de északon egészen Ukrajnáig és a Fekete-tenger környéki sztyeppekig terjed el, keleten pedig egészen Törökországig, sőt Iránig is. A faj az Alpokon túl nem található meg. Mivel szereti a meleg éghajlatot, az Európában várható klímaváltozások valószínűleg inkább elősegítik a terjeszkedését vagy legalábbis meglévő élőhelyeinek megmaradását. 
Magyarországon ritka fajnak számít, és korábban főként az ország déli területeiről voltak róla adatok. A 20. század közepén csökkent a gyakorisága Magyarországon, de utána több helyen újra feltűnt. Konkrét megfigyeléseink vannak Gödöllő és a Kiskunság környékéről, valamint a Körös–Maros Nemzeti Park különböző területeiről.

## Megjelenése
A poszméhfajok között kitűnik nagy testméretével, mely általában a dolgozóknál 8–19 milliméter, és a hímeknél 12–17 milliméter között mozog, de a királynő elérheti akár a 24–28 milliméteres nagyságot is. Feje megnyúlt és egy 4–13 milliméter hosszú szájszervvel van ellátva. Koromfekete testének háti részén két ragyogó sárga vízszintes sáv húzódik végig, melyeknek szőrzete lágy és bársonyos tapintású. A potroh a királynőnél teljesen fekete, míg a dolgozók és hímek esetében az első szelvény sárga, de az utolsó 5. és 6. szelvény fehér szőrzettel rendelkezik. A királynő szárnyai kékes-lilás fényben irizálnak, a dolgozók és hímek szárnyai pedig enyhén füstös árnyalatúak.

## Életmódja
Mint sok más magyarországi poszméhfaj, ő is szociális életmódot folytat, és csak a megtermékenyített anyák telelnek át. Rövid ideig aktív, az ifjú anyák áprilistól kezdenek repülni, és a kolóniájuk általában július-augusztus környékén szűnik meg. Egy kolóniába általában 100-150 egyed tartozik, de a kolónia elérheti akár a 600 tagból álló létszámot is. A faj a fészket gyakran a föld alatt, pockok vagy egerek elhagyott járataiban alakítja ki, melyet viasszal burkol és hordóhoz hasonló sejteket épít. A sejtekben lárvák fejlődnek, és a nevelésükhöz szükséges begyűjtött pollen is itt kerül tárolásra.
Sokféle virágot kedvel, de hosszú szájszervének köszönhetően elsősorban a mély pohár alakú virágokat választja. Virágport leginkább árvacsalánról, zsályáról és keltikéről gyűjt. Kelet-Európában tipikus erdős sztyeppeken van jelen, de más füves élőhelyeken is előfordul. Magyarországon változatos élőhelyeken megtalálható, de általában a meleg, száraz területeket részesíti előnyben. Az urbanizált környezethez is alkalmazkodik, és városi kertekben található növények fontos táplálékforrásává váltak.

## Természetvédelmi helyzete
A délvidéki poszméhet a Természetvédelmi Világszövetség (IUCN) nem fenyegetettnek minősíti, Magyarországon védett faj, pénzben kifejezett értéke 50 000 Ft.